# Unterseeboot 326
Le Unterseeboot 326 (ou U-326) est un sous-marin allemand (U-Boot) de type VII.C/41 utilisé par la Kriegsmarine (marine de guerre allemande) pendant la Seconde Guerre mondiale.

## Construction
L'U-326 est un sous-marin océanique de type type VII.C/41. Construit dans les chantiers de Flender Werke AG à Lübeck, la quille du U-326 est posée le 26 avril 1943 et il est lancé le 22 avril 1944. L'U-326 entre en service 1,5 mois plus tard.

## Historique
Mis en service le 6 juin 1944, l'Unterseeboot 326 reçoit sa formation de base à Stettin en Pologne au sein de la 4. Unterseebootsflottille jusqu'au 28 février 1945, puis l'U-326 rejoint sa formation de combat dans la 11. Unterseebootsflottille à Bergen en Norvège.
En vue de la préparation de sa première patrouille, l'U-326 effectue des courtes sorties. Il quitte Kiel le 23 février 1945 sous les ordres du  Kapitänleutnant Peter Matthes pour rejoindre Horten en Norvège le 25 février 1945. Puis le 4 mars 1945, il reprend la mer pour Stavanger qu'il atteint sept jours plus tard le 10 mars 1945. Le 14 mars 1945, il appareille pour Bergen où il arrive le 22 mars 1945.
Il réalise sa première patrouille en quittant le port de Bergen le 28 mars 1945. Après 29 jours en mer, l'U-326 est coulé le 25 avril 1945 dans le golfe de Gascogne à l'ouest de Brest à la position géographique de 48° 12′ N, 5° 42′ O par la torpille lancée d'un bombardier Consolidated B-24 Liberator américain (VPB-103/K). 
Les 43 membres d'équipage meurent dans cette attaque.

## Affectations successives
- 4. Unterseebootsflottille à Stettin du 6 juin 1944 au 28 février 1945 (entrainement)
- 11. Unterseebootsflottille à Bergen du 1er mars au 25 avril 1945 (service actif)

## Commandement
- Kapitänleutnant Peter Matthes du 6 juin 1944 au 25 avril 1945

## Patrouilles
|       | Commandant           | Départ          | Départ    | Arrivée         | Arrivée   | Jours    | Succès |
| ----- | -------------------- | --------------- | --------- | --------------- | --------- | -------- | ------ |
|       | Kptlt. Peter Matthes | 23 février 1945 | Kiel      | 25 février 1945 | Horten    | 3 jours  |        |
|       | Kptlt. Peter Matthes | 4 mars 1945     | Horten    | 10 mars 1945    | Stavanger | 7 jours  |        |
|       | Kptlt. Peter Matthes | 14 mars 1945    | Stavanger | 22 mars 1945    | Bergen    | 9 jours  |        |
| 1     | Kptlt. Peter Matthes | 28 mars 1945    | Bergen    | 25 avril 1945   | Coulé     | 29 jours |        |
| Total | Total                | Total           | Total     | Total           | Total     | 48 jours | 0 t    |

Note : Kptlt. = Kapitänleutnant 

### Opérations Wolfpack
L'U-326 n'a pas opéré avec les Wolfpacks (meute de loups) durant sa carrière opérationnelle.

## Navires coulés
L'Unterseeboot 326 n'a ni coulé, ni endommagé de navire ennemi au cours de l'unique patrouille (29 jours en mer) qu'il effectua.

### Source et bibliographie
- (en) Cet article est partiellement ou en totalité issu de l’article de Wikipédia en anglais intitulé « German submarine U-326 » (voir la liste des auteurs).
- Chris Bishop, historien militaire (trad. de l'anglais par Christian Muguet), Les sous-marins de la Kriegsmarine : 1939-1945 : le guide d'identification des sous-marins [« The spellmount submarine identification guide : Kriegsmarine U-boats 1939-1945 »], Paris, Éd. de Lodi, 2008, 192 p. (ISBN 978-2-84690-327-1, OCLC 470721805, BNF 41298980)